# Rudolf Letzig
Rudolf Letzig (* 7. November 1903 in Ehrenfriedersdorf; † 13. August 1989 in Dresden) war ein deutscher Maler und Grafiker.

## Leben und Werk
Letzig war der erste von zwei Söhnen eines kleinen kommunalen Angestellten (Schreiber). Die Familie zog 1910 aus Ehrenfriedersdorf nach Zwickau, wo der Vater Justizinspektor geworden war und 1922 nach Dresden. 1924 machte Letzig dort das Abitur und begann er an der Technischen Hochschule ein Studium als Gewerbelehrer für Maschinenbau. 1928 wechselte er in die Studienrichtung Gewerbelehrer für Graphische und Schmückende Berufe. Dabei erlernte er die Techniken des Holz- und Linolschnitts und der Radierung und es entstand sein vermutlich erster Holzschnitt, ein Blick über die Elbe zur Frauenkirche. 1931 erhielt Letzig das Diplom als Gewerbelehrer. Danach war er bis 1935 als Lehrer an Fach-, Gewerbe-, Berufs- und allgemeinbildenden Schulen in mehreren Orten Sachsens tätig. 1932 wohnte er zeitweilig in Chemnitz, 1933 in Hohenstein-Ernstthal, wo er seine Frau kennenlernte, und 1934 in Nossen. 1935 zog er nach Dippoldiswalde, wo er bis 1946 Lehrer an der städtischen Handels-, Gewerbe- und Landwirtschaftsschule war. Er besuchte an der Dresdner Kunstgewerbeschule einen Abendkurs im Aktzeichnen und eignete sich im Selbststudium und durch Hinweise von Hans Grundig und Horst Saupe (1926–1945) die Technik der Ölmalerei an. Neben seiner beruflichen Tätigkeit betätigte er sich als Maler und Grafiker, wurde aber 1939 von der Zugehörigkeit zur Reichskammer der bildenden Künste befreit. 1942 wurde er Mitglied des Deutschen Künstlerbundes. Wegen eines starken Gehörschadens wurde er im Zweiten Weltkrieg einem „Ohren-Bataillon“ zugeordnet und u. a. in der Slowakei zur Bewachung von Kriegsgefangenen eingesetzt. Am 13. Februar 1945 erlebte Letzig das Bombardement Dresdens, bei dem seine Eltern umkamen.
Nach Kriegsende erhielt Letzig 1945 die Berufsbescheinigung als freischaffender Künstler. 1946 wurde er Mitglied der Gewerkschaft Kunst, Schrifttum und freie Berufe, 1952 des Verbands Bildender Künstler der DDR. 1946 hatte er seine erste Ausstellungsbeteiligung auf der „1. Ausstellung Erzgebirgischer Künstler“ in Freiberg. 1947 bescheinigte Hans Grundig ihm seine „antifaschistische Einstellung“.
1949 zog Letzig mit seiner Familie nach Rabenau. 1951 mietete er im Künstlerhaus Loschwitz ein Atelier an. Neben seiner eigenen künstlerischen Tätigkeit leitete er ab 1952 Mal- und Zeichenzirkel in Betrieben. 1953 zog die Familie nach Dresden, wo Letzig als freiberuflicher Künstler arbeitete. Daneben gab er ab 1954 Unterricht an der Berufsschule der Porzellanfabrik Freital und von 1954 bis 1955 für Freihandzeichnen und Stilkunde an der Fachschule für Holztechnologie. Im Zeitraum von 1958 bis 1984 wurden Holzschnitte Letzigs in christlichen Tageszeitungen und Kalendern der DDR veröffentlicht. 1978 bezog Letzig in der Dresdner Schillerstraße 29 ein eigenes Atelier. Neben malerischen und grafischen Arbeiten schuf Letzig u. a. auch baugebundene Werke wie Mosaikgestaltungen, Metallarbeiten und farbige Glasfenster. Letzig hatte eine bedeutende Zahl von Einzelausstellungen und Ausstellungsbeteiligungen. Die bis dahin umfangreichste Retrospektive fand 1986 in der Pirnaer Galerie am Elbtor statt.
Letzig war seit 1936 mit Gertrud, geb. Heinzig, verheiratet. Sie schenkte 1991 den schriftlichen Nachlass Letzigs der Sächsischen Landesbibliothek. Der Sohn Letzigs, Rolf Letzig (* 24. April 1939), betreut seinen künstlerischen Nachlass. Letzigs Grab befindet sich auf dem Loschwitzer Friedhof.

## Rezeption
„Rudolf Letzig gehört zu den Künstlern, die schon frühzeitig begriffen hatten, dass im Zeitalter der Mechanisierung und Technifizierung der Malerei eine neue Rolle zukommen muss. Er vollzog demzufolge in seinem Werk entschlossen eine Wendung zur Sachlichkeit und zur funktional-konstruktiven Gestaltung. … Ein vertieftes Studium der Natur, das Hervorheben wesentlicher Formen und das Bemühen um eine kraftvolle und klare Farbkonstruktion sind kennzeichnend für Letzigs Malereien der vierziger und fünfziger Jahre.“

## Museen und öffentliche Sammlungen mit Werken Letzigs (mutmaßlich unvollständig)
- Coburg: Kunstsammlung der Veste Coburg.
- Cottbus: Brandenburgisches Landesmuseum für moderne Kunst,
- Dresden: Kupferstichkabinett Dresden
- Erfurt: Angermuseum
- Oelsnitz: Sammlung Erzgebirgische Landschaftskunst[5]
- Rostock: Kunsthalle Rostock
- Wien: Albertina

## Werke (Auswahl)

### Tafelbilder
- Seifenblasen (Öl; ausgestellt 1946 auf der Ausstellung „Heimat + Arbeit“ in Dippoldiswalde)[6]
- Sinnende (Öl; ausgestellt 1947 auf der 2. Ausstellung Erzgebirgischer Künstler in Freiberg)[7]
- Weg nach Kreischa (Öl, 1949)[8]
- Knabenbild (um 1953, Öl)[9][10]

- Bildnis U. Z. (um 1953, Öl)[11][10]
- Bildnis eines sitzenden Mannes (um 1953, Öl)[12][10]

- Blick aus Atelier im Künstlerhaus (Öl, 1960)[13]
- Simone II (Öl, 1984)[14]
- Zerstörte Kirche (Öl, 1956)[15]

### Druckgrafik
- Lesender Junge (Holzschnitt, 1950)[16]
- Blauer Bauwagen (Monotypie, 1957)[17]
- Häuserlandschaft mit Ruine (farbiger Linolschnitt, 1968)[18]
- Stillleben mit Wodkaflasche (farbiger Linolschnitt, 1970)[19]